# Onofrio de Ponte
Onofrio de Ponte (falecido em 1676) foi um prelado católico romano que serviu como bispo de Lettere-Gragnano (1650–1676).

## Biografia
No dia 22 de agosto de 1650, Onofrio de Ponte foi nomeado durante o papado de Inocêncio X como Bispo de Lettere-Gragnano, onde serviu como bispo até à sua morte a 13 de maio de 1676.